# Штадтфельд, Мартин
Мартин Штадтфельд (нем. Martin Stadtfeld; род. 19 ноября 1980, Кобленц) — немецкий пианист.

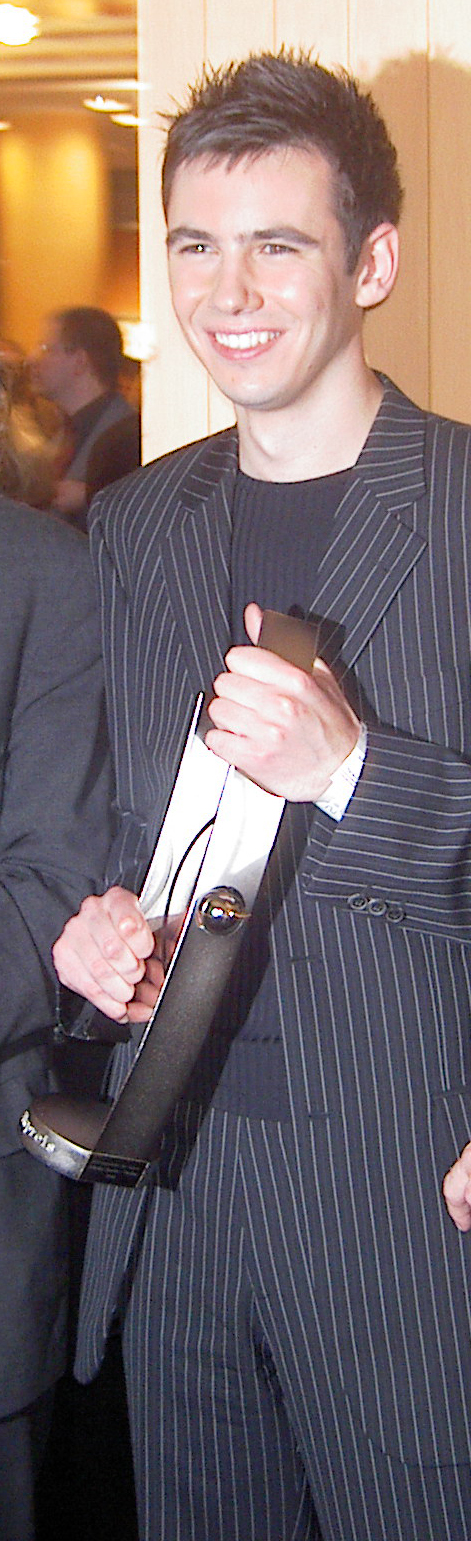
Мартин Штадтфельд со статуэткой премии Echo Klassik (2004)

Провёл детство в городке Гаккенбах, с 9 лет начал выступать с концертами, неоднократно участвовал в детско-юношеских национальных конкурсах «Юность музицирует». В 14 лет поступил во Франкфуртскую Высшую школу музыки, где его наставником стал Лев Наточенный. В 2002 г. выиграл в Лейпциге Международный конкурс имени Иоганна Себастьяна Баха. В 2003 г. выпустил первый диск — Гольдберг-вариации Иоганна Себастьяна Баха, удостоенный премии Echo Klassik как лучшая дебютная запись года; в дальнейшем Штадтфельд получал эту премию в различных номинациях в 2005, 2007 и 2008 гг. Среди последующих записей Штадтфельда преобладает баховский репертуар, включая Хорошо темперированный клавир.